# Anisodes renistigma
Anisodes renistigma là một loài bướm đêm trong họ Geometridae.